# Maciorśk
Maciorśk (ukr. Маціорськ) – wieś na Ukrainie, w obwodzie chmielnickim, w rejonie nowouszyckim.